# Intel 8086
Intel 8086 ime je za 16-bitni mikroprocesor kojeg je razvila američka tvrtka Intel 1976. godine, ovaj mikroprocesor je temelj standarnom industrijskom mikroprocesoru x86.  Slabija inačica Intel 8088 s 8-bitnom vanjskom podatkovnom sabirnicom korišten je za prvo IBM PC računalo. Razlog zašto je 8088 korišten za prvi PC bili su jeftiniji i dostupniji 8-bitni memorijski čipovi.

## Tehnički podaci
- Takt: 4,77 do 10 MHZ
- Broj tranzistora: 29.000
- Tehnologija: NMOS, CMOS, HMOS
- Kućište: DIP 40 iglica
- Adresna sabirnica: 20-bita (1MB)
- Podatkovna sabirnica: 16-bita
- Broj naredbi: 117

## Popis strojnih naredbi 8086 procesora
| Instruction | Meaning                                    | Notes |
| ----------- | ------------------------------------------ | --- |
| AAA         | ASCII adjust AL after addition             | used with unpacked binary coded decimal |
| AAD         | ASCII adjust AX before division            | buggy in the original instruction set, but "fixed" in the NEC V20, causing a number of incompatibilites                                                |
| AAM         | ASCII adjust AX after multiplication       | |
| AAS         | ASCII adjust AL after subtraction          | |
| ADC         | Add with carry                             | |
| ADD         | Add                                        | |
| AND         | Logical AND                                | |
| CALL        | Call procedure                             | |
| CBW         | Convert byte to word                       | |
| CLC         | Clear carry flag                           | |
| CLD         | Clear direction flag                       | |
| CLI         | Clear interrupt flag                       | |
| CMC         | Complement carry flag                      | |
| CMP         | Compare operands                           | |
| CMPSB       | Compare bytes in memory                    | |
| CMPSW       | Compare words                              | |
| CWD         | Convert word to doubleword                 | |
| DAA         | Decimal adjust AL after addition           | (used with packed binary coded decimal) |
| DAS         | Decimal adjust AL after subtraction        | |
| DEC         | Decrement by 1                             | |
| DIV         | Unsigned divide                            | |
| ESC         | Used with floating-point unit              | |
| HLT         | Enter halt state                           | |
| IDIV        | Signed divide                              | |
| IMUL        | Signed multiply                            | |
| IN          | Input from port                            | |
| INC         | Increment by 1                             | |
| INT         | Call to interrupt                          | |
| INTO        | Call to interrupt if overflow              | |
| IRET        | Return from interrupt                      | |
| Jxx         | Jump if condition                          | (JA, JAE, JB, JBE, JC, JCXZ, JE, JG, JGE, JL, JLE, JNA, JNAE, JNB, JNBE, JNC, JNE, JNG, JNGE, JNL, JNLE, JNO, JNP, JNS, JNZ, JO, JP, JPE, JPO, JS, JZ) |
| JMP         | Jump                                       | |
| LAHF        | Load flags into AH register                | |
| LDS         | Load pointer using DS                      | |
| LEA         | Load Effective Address                     | |
| LES         | Load ES with pointer                       | |
| LOCK        | Assert BUS LOCK# signal                    | (for multiprocessing) |
| LODSB       | Load byte                                  | |
| LODSW       | Load word                                  | |
| LOOP/LOOPx  | Loop control                               | (LOOPE, LOOPNE, LOOPNZ, LOOPZ) |
| MOV         | Move                                       | |
| MOVSB       | Move byte from string to string            | |
| MOVSW       | Move word from string to string            | |
| MUL         | Unsigned multiply                          | |
| NEG         | Two's complement negation                  | |
| NOP         | No operation                               | |
| NOT         | Negate the operand, logical NOT            | |
| OR          | Logical OR                                 | |
| OUT         | Output to port                             | |
| POP         | Pop data from stack                        | |
| POPF        | Pop data into flags register               | |
| PUSH        | Push data onto stack                       | |
| PUSHF       | Push flags onto stack                      | |
| RCL         | Rotate left (with carry)                   | |
| RCR         | Rotate right (with carry)                  | |
| REPxx       | Repeat CMPS/MOVS/SCAS/STOS                 | (REP, REPE, REPNE, REPNZ, REPZ) |
| RET         | Return from procedure                      | |
| RETN        | Return from near procedure                 | |
| RETF        | Return from far procedure                  | |
| ROL         | Rotate left                                | |
| ROR         | Rotate right                               | |
| SAHF        | Store AH into flags                        | |
| SAL         | Shift Arithmetically left (multiply)       | |
| SAR         | Shift Arithmetically right (signed divide) | |
| SBB         | Subtraction with borrow                    | |
| SCASB       | Compare byte string                        | |
| SCASW       | Compare word string                        | |
| SHL         | Shift left (multiply)                      | |
| SHR         | Shift right (unsigned divide)              | |
| STC         | Set carry flag                             | |
| STD         | Set direction flag                         | |
| STI         | Set interrupt flag                         | |
| STOSB       | Store byte in string                       | |
| STOSW       | Store word in string                       | |
| SUB         | Subtraction                                | |
| TEST        | Logical compare (AND)                      | |
| WAIT        | Wait until not busy                        | Waits until BUSY# pin is inactive (used with floating-point unit)                                                                                      |
| XCHG        | Exchange data                              | |
| XLAT        | Table look-up translation                  | |
| XOR         | Exclusive OR                               | |